# Josef Rychtera
Josef Rychtera (ur. 18 marca 1794 w Stračovie, zm. 22 lipca 1848 w Hořicach) – czeski rzeźbiarz. Znacząca postać czeskiego rzeźbiarstwa na przełomie XVIII i XIX w.

## Życiorys
Urodził się 18 marca 1794 w Stračovie, gdzie jego ojciec pracował jako leśniczy w posiadłości hrabiny z Bredy. Po ukończeniu miejscowej szkoły uczył się prywatnie rysunku i rzeźby u rzeźbiarza Karla Antonína Devoty, który przyszedł do Hradca Králové z Włoch i w Hořicach budował nowe ołtarze w miejscowym kościele parafialnym. Po jakimś czasie udał się w podróż za granicę Królestwa Czeskiego, aby zdobył nowe doświadczenia i nabył nowe umiejętności.
Przez kilka lat mieszkał w Budapeszcie oraz w Nitrze, skąd powrócił w 1823 roku do Hořic. Za oszczędzone pieniądze tutaj kupił dom numer 372. W 1835 roku przeniósł się do nowo wybudowanego domu numer 307. W obu domach miał również swój warsztat i po pewnym czasie stał się znanym rzeźbiarzem w całym regionie. Zmarł 22 lipca 1848 w Hořicach.

## Twórczość
Najbardziej znane jego realizacje znajdują się w Hořicach: figura św. Wacława w Svatogothardskiej Lhotce (1822 r.), kolumna maryjna na placu Jerzego z Podiebradów (1824 r.), figura św. Floriana przy nieistniejącej już fontannie (około 1820 r., dzisiaj znajduje się na balustradzie kościoła Narodzenia Najświętszej Marii Panny), pomnik z reliefem „Ucieczka Świętej Rodziny do Egiptu“ przy drodze od św. Gottharda k Lhotce (1832 r.) i pomnik Najświętszej Trójcy przy drodze do wsi Dachovy (1835 r.). Ponadto jest autorem wielu nagrobków na miejscowym Starym cmentarzu. W latach 1843–1845 przeprowadził szereg drobnych przeróbek i bardzo ważnych prac remontowych, na przykład odnowienie dwóch bocznych ołtarzy św. Jana oraz św. Krzyża w kościele Narodzenia Najświętszej Marii Panny.
Warto wspomnieć również jego prace w okolicy: kamienny posąg pod kaplicą św. Wawrzyńca i krzyż na cmentarzu w Cerekvici nad Bystřicí, krzyż na cmentarzu w Lanžovie, rzeźby świętych w Lochenicach oraz w Předměřicach nad Labem, pomnik dla właściciela miejscowego folwarku Ridla w Probluzi, drewnianą rzeźbę Świętego Pawła dla kaplicy zamkowej Wniebowzięcia NMP w Skřivanach, drewniane rzeźby Świętych Petra i Pawła dla kościoła św. Stanisława w Smidarach, kamienny krzyż w Suchej, kamienny krzyż w Sukoradach, kaplicę z reliefem „Ucieczka Świętej Rodziny do Egiptu“ przy drodze do gminy Neděliště w Světí (1845 r.), rzeźbę Najświętszej Trójcy przy drodze do miejscowości Lhotka i rzeźbę na placu w centrum gminy Velký Vřešťov, i inne rzeźby w Josefovie, Kratonohach, Náchodzie, Úpici, Žiželicach oraz Žlunicach. Również wykonał wszystkie nowe ołtarze dla kościoła św. Jakuba Większego w Czerwonym Kostelcu.